# Halowe Mistrzostwa Świata w Lekkoatletyce 1989 – skok o tyczce mężczyzn

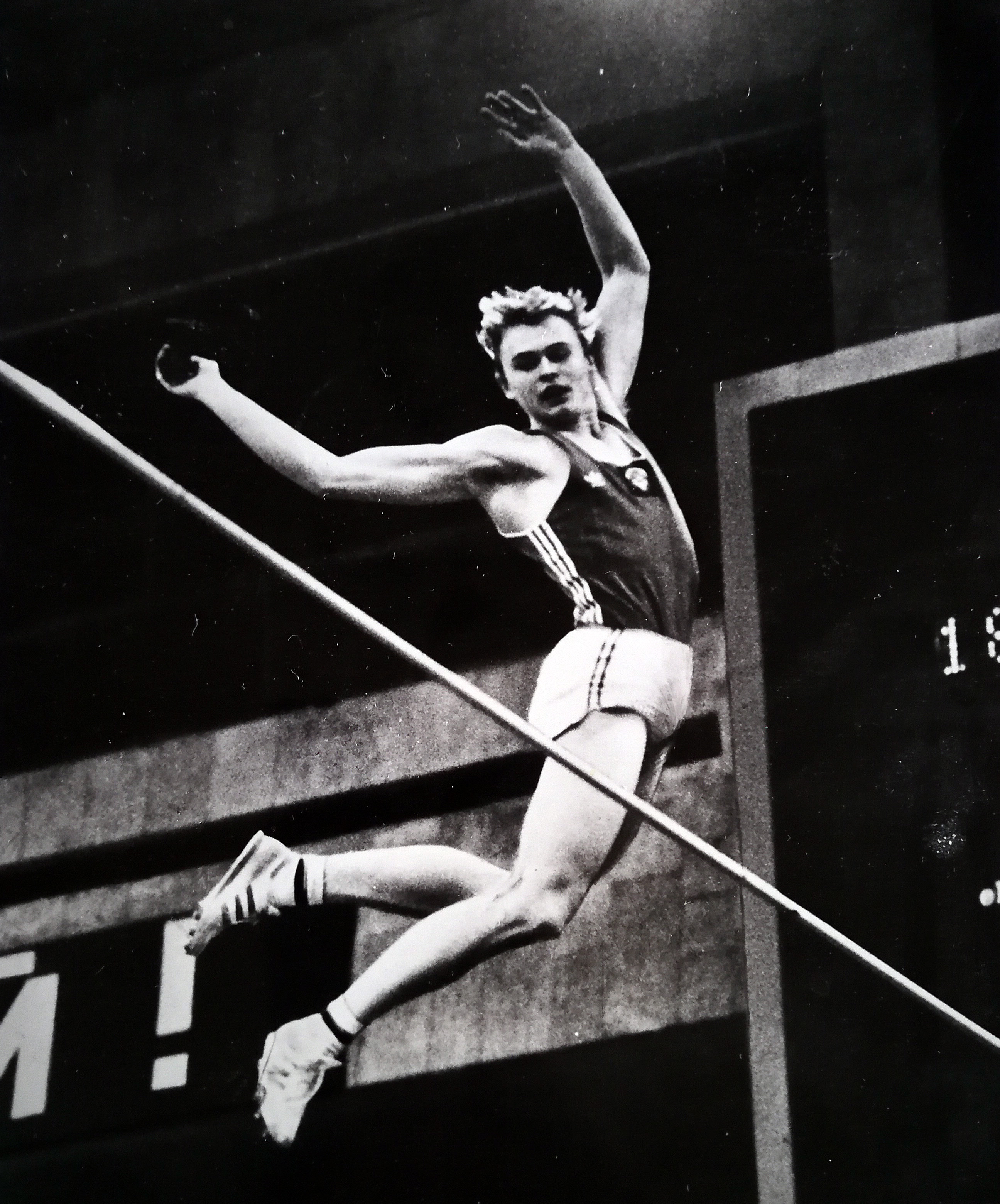
Grigorij Jegorow

Skok o tyczce mężczyzn – jedna z konkurencji technicznych rozgrywanych podczas halowych mistrzostw świata w  hali Sport Csárnok w Budapeszcie. Kwalifikacje zostały rozegrane 3 marca, a finał 4 marca 1989. Zwyciężył reprezentant Związku Radzieckiego Rodion Gataullin, który w finale wyrównał rekord mistrzostw z rezultatem 5,85 m. Tytułu zdobytego dwa lata wcześniej w Indianapolis nie bronił Serhij Bubka ze Związku Radzieckiego.

## Rezultaty

### Kwalifikacje
Do kwalifikacji przystąpiło 15 skoczków. Do finału awansowali zawodnicy, którzy skoczyli wysokość 5,45 m (Q), a gdyby było ich mniej niż 12, skład finał uzupełniliby kolejni najlepsi skoczkowie aż do łącznej liczby 12 (q).
Opracowano na podstawie materiału źródłowego.
| Miejsce | Zawodnik          | Wynik | Uwagi |
| ------- | ----------------- | ----- | ----- |
| 1       | Billy Olson       | 5,45  | Q     |
| 1       | Rodion Gataullin  | 5,45  | Q     |
| 3       | Grigorij Jegorow  | 5,45  | Q     |
| 3       | Joe Dial          | 5,45  | Q     |
| 5       | Javier García     | 5,40  | q     |
| 6       | Alberto Ruiz      | 5,40  | q     |
| 7       | Asko Peltoniemi   | 5,30  | q     |
| 7       | Dełko Łesew       | 5,30  | q     |
| 7       | Peter Widén       | 5,30  | q     |
| 7       | István Bagyula    | 5,30  | q     |
| 7       | Atanas Tyrew      | 5,30  | q     |
| 7       | Bernhard Zintl    | 5,30  | q     |
| 13      | Hermann Fehringer | 5,30  | q     |
| 13      | Mirosław Chmara   | 5,30  | q     |
| –       | Harri Palola      | NM    |       |
| –       | Douglas Wood      | NM    |       |

### Finał
Opracowano na podstawie materiału źródłowego.
| Miejsce | Zawodnik          | Wynik | Uwagi |
| ------- | ----------------- | ----- | ----- |
| 1       | Rodion Gataullin  | 5,85  | [ 2 ] |
| 2       | Grigorij Jegorow  | 5,80  | [ 2 ] |
| 3       | Joe Dial          | 5,70  |       |
| 4       | Mirosław Chmara   | 5,60  |       |
| 5       | Bernhard Zintl    | 5,60  | =     |
| 6       | István Bagyula    | 5,50  |       |
| 7       | Alberto Ruiz      | 5,50  |       |
| 8       | Javier García     | 5,50  |       |
| 9       | Asko Peltoniemi   | 5,40  |       |
| 11      | Peter Widén       | 5,40  |       |
| 11      | Atanas Tyrew      | 5,40  |       |
| 12      | Dełko Łesew       | 5,30  |       |
| –       | Hermann Fehringer | NM    |       |
| –       | Billy Olson       | NM    |       |